# Jorge Basso
Jorge Basso (Montevideo, 28 de abril de 1956) es un médico y político uruguayo.
Desde el 1 de marzo de 2015 hasta el 29 de febrero de 2020 fue el Ministro de Salud Pública en el segundo gobierno de Tabaré Vázquez.